# Feuerwehrtaucher

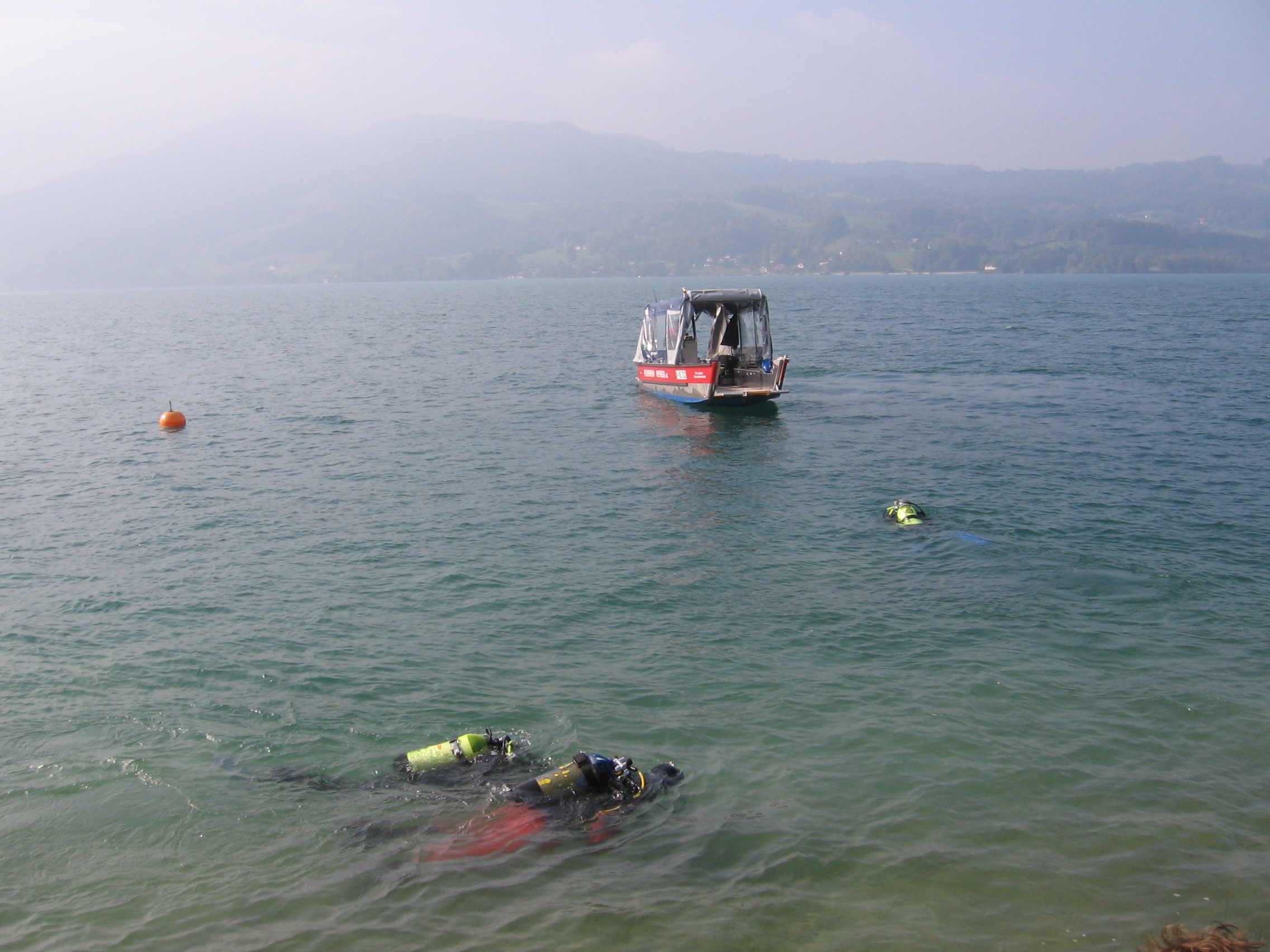
Feuerwehrtaucher beim Absuchen einer Ufergegend

Die Aufgabe von Feuerwehrtauchern ist das Beseitigen von, beziehungsweise technische Hilfeleistung bei öffentlichen Notlagen.
Das Beinhaltet das Retten von Menschen und Tieren und Arbeiten aufgrund konkreter Gefährdungslagen (z. B. Bergeaufgaben in Schifffahrtsstraßen, Beseitigung von Gefahren an öffentlich zugänglichen Stellen, Deichsicherung, Abdichten von Lecks und Schäden an Gefahrgutbehältern oder Löchern in Tanks).
Weitere Aufgaben, wie z. B. das Bergen von Leichen, Kadavern oder Sachgegenständen erfolgen im Rahmen von Amtshilfe für andere öffentliche Einrichtungen.

## Feuerwehrtaucher in Deutschland
Das Tauchen innerhalb der Feuerwehren in Deutschland ist bundesweit durch die Feuerwehr-Dienstvorschrift (FwDV) 8 geregelt.
Zusätzlich kommen länderspezifische Regelungen und Erlasse zur Anwendung. Darüber hinaus arbeiten nicht alle Bundesländer mit einheitlichen Versionen dieser Vorschrift.
Auch die Ausbildungsstätten sind nicht einheitlich: in einigen Ländern wird die Ausbildung von Feuerwehrtauchern an Feuerwehrschulen/Akademien des Katastrophenschutzes durchgeführt, in anderen Bundesländern werden die Lehrgänge direkt bei Feuerwehren mit eigenen Lehrtauchern durchgeführt.

### Ausbildung zum Feuerwehrtaucher
Ein Feuerwehrangehöriger, der Feuerwehrtaucher werden will, muss mindestens 18 Jahre alt sein und eine Tauchtauglichkeit nach G 31 vorweisen können. Außerdem ist eine abgeschlossene Feuerwehrgrundausbildung sowie das Rettungsschwimmerabzeichen der DLRG oder der Wasserwacht im DRK in Silber erforderlich. Feuerwehrtaucher müssen geistig stabil und körperlich sehr fit sein (in vielen Feuerwehren gibt es für die Feuerwehrtaucher daher ein wöchentliches Schwimm- und Tauchtraining). Die Ausbildung beinhaltet sowohl einen theoretischen, als auch einen praktischen Teil. Eine Unterrichtseinheit (UE) entspricht 45 Minuten, ein Ausbildungstauchgang muss mindestens 20 Minuten lang sein.
Theoretischer Teil
Der Unterricht für Tauchanwärter der Stufe 1 umfasst mindestens 23 Unterrichtseinheiten, in denen die erforderlichen theoretischen Kenntnisse für Taucheinsätze bei den Feuerwehren zu vermitteln sind.
Folgende Unterrichtsthemen sind zu behandeln:
- Gerätekunde (hauptsächlich Tauchgeräte gemäß DIN EN 250, Vollmaske, Tariermittel)
- Rechtliche Grundlagen (insbesondere FwDV 8, UVV Feuerwehren)
- Physik (insbesondere Auftrieb, Druck- und Gasgesetze, Eigenschaften des Wassers, Licht, Maßeinheiten im Tauchdienst, Schall, Temperatur, Zusammensetzung der Luft)
- Physiologie (insbesondere Atmung, Herz-Kreislaufsystem, Nervensystem, Sinnesorgane)
- Tauchmedizin (insbesondere Kompressionsphase, Dekompressionsphase)
- Einsatzlehre (insbesondere Leinenzugzeichen, Suchverfahren, Unterwasser-Handzeichen)
- Notfallmaßnahmen (insbesondere Maßnahmen nach einem Tauchunfall, Sauerstoff-Atemgerät, Retten aus dem Wasser).

Praktischer Teil
Tauchanwärter haben für die Stufe 1 mindestens zehn Stunden praktische Ausbildung und 25 Tauchgänge abzuleisten. Mindestens die ersten fünf Tauchgänge sind in sichtigem Wasser und bis zu fünf Meter Tiefe durchzuführen. Mindestens zehn Tauchgänge sind unter Einsatzbedingungen in Tauchtiefen von mehr als fünf Metern durchzuführen.
Die zehn Unterrichtseinheiten praktische Ausbildung umfassen:
- Anlegen der Tauchausrüstung (nicht nur schnelles, sondern vor allem sicheres Anlegen der Ausrüstung)
- Unterstützung bei der Ausrüstung des Feuerwehrtauchers durch den Signalmann
- Tätigkeit des Signalmannes

Folgende Ausbildung ist in den 25 Tauchgängen insbesondere durchzuführen:
- Gewöhnung an den Aufenthalt unter Wasser (Die ersten Gewöhnungsübungen sollen sich auf Tiefen von zwei bis zu drei Metern beschränken. Erst wenn der Tauchanwärter sich in dieser Tiefe sicher fühlt, darf mit Gewöhnungsübungen bis zu der zulässigen Tauchtiefe begonnen werden.)
- Ab- und Aufstiegsübungen (Besonderer Wert ist beim Abstieg auf ordnungsgemäßes Abtauchen von Land sowie von einer Leiter aus zu legen. In das Wasser zu springen ist verboten!)
- Verständigungsübungen zwischen Feuerwehrtaucher und Signalmann
- Wechseln der Tauchgeräte unter Wasser (Besonderer Wert ist auf das Ablegen des Gewichtssystems und das Kappen von verklemmten Signalleinen zu legen.)
- Notaustauchübungen (Der Tauchanwärter ist von einem Feuerwehrlehrtaucher zu begleiten.)
- Retten von Personen
- Suchaufgaben (Suche von Personen und Sachgegenständen)

### Feuerwehrtaucher Stufe 2
Theoretischer Teil
Der Unterricht für Tauchanwärter der Stufe 2 umfasst mindestens 35 UE, in denen die erforderlichen theoretischen Kenntnisse für Taucheinsätze bei den Feuerwehren zu vermitteln sind. Sofern die Ausbildung aufbauend auf die Ausbildung der Stufe 1 (mit 23 UE) erfolgt, sind weitere 12 UE zu leisten.
Folgende Unterrichtsthemen sind zu behandeln:
- Gerätekunde (insbesondere Tauchgeräte, Vollgesichtsmaske, Tarier- und Rettungsmittel, Unterwassersprecheinrichtung)
- Rechtliche Grundlagen (insbesondere Normen, FwDV 8, UVV Feuerwehren)
- Physik (insbesondere Auftrieb, Druck- und Gasgesetze, Eigenschaften des Wassers, Licht, Maßeinheiten im Tauchdienst, Schall, Temperatur, Zusammensetzung der Luft)
- Physiologie (insbesondere Atmung, Herz-Kreislaufsystem, Nervensystem, Sinnesorgane)
- Tauchmedizin (insbesondere Kompressionsphase, Isopressionsphase, Dekompressionsphase, Einteilung des Tauchganges)
- Einsatzlehre (insbesondere Leinenzugzeichen, Suchverfahren, Unterwasser-Handzeichen, Eistauchen, Einsätze an Wehranlagen, Kennzeichnung und Sicherung von Einsatzstellen)
- Notfallmaßnahmen (insbesondere Maßnahmen nach einem Tauchunfall, Sauerstoff-Atmungsgerät, Retten aus dem Wasser, Stressbewältigung)

Praktischer Teil
Tauchanwärter haben für die Stufe 2 mindestens 20 Stunden praktische Ausbildung und 50 Tauchgänge abzuleisten. Sofern vorab keine Ausbildung zum Taucher der Stufe 1 erfolgte, sind mindestens die ersten zehn Tauchgänge in sichtigem Wasser und bis zu fünf Meter Tiefe durchzuführen. Mindestens 20 Tauchgänge sind unter Einsatzbedingungen in Tauchtiefen von mehr als zehn Meter durchzuführen.
Die 20 Stunden praktische Ausbildung umfassen:
- Anlegen der Taucherausrüstung (nicht nur schnelles, sondern vor allem sicheres Anlegen der Ausrüstung)
- Unterstützung bei der Ausrüstung des Feuerwehrtauchers durch den Signalmann
- Tätigkeit des Signalmanns
- Aufbau von Unterwassersprecheinrichtungen
- Aufbau von Schifffahrtszeichen
- Einrichtung von Taucheinsatzstellen.

Folgende schwierige Unterwassertätigkeiten unter Verwendung von technischem Gerät sind in den 50 Tauchgängen zusätzlich zur Ausbildung der Stufe 1 insbesondere durchzuführen:
- Retten von eingeklemmten Personen
- Unterwasserarbeiten mit technischem Gerät
- Objektbeschreibungen
- Objektmarkierung

### Feuerwehrtaucher Stufe 3
Feuerwehrtaucher der Stufe 3 dürfen auch technische Maßnahmen unter Verwendung von Werkzeugen durchführen, die einer zusätzlichen Ausbildung bedürfen (zum Beispiel das Schweißen unter Wasser). Die maximale Tauchtiefe liegt in der Regel bei 20 m.
Die Tauchtiefe kann für Taucher der Stufen 2 und 3 bei entsprechender Tieftauchausbildung auf 30 m erweitert werden.
Ist es im Einsatzfall notwendig, die 30-m-Grenze zu überschreiten, verweist die Feuerwehrdienstvorschrift 8 „Tauchen“ auf die Regelwerke der Deutschen Gesetzlichen Unfallversicherung „DGUV Vorschrift 40“.